# 남극관
남극관(南克寬, 1689년~1714년)은 조선 중기의 문신이다. 본관은 의령이며, 호는 몽예(夢囈), 자는 백거이다. 영의정을 지낸 남구만의 손자이다.

## 생애
남극관은 남구만이 환갑에 얻은 손자로 조부의 각별한 애정을 받았는데 남구만은 죽기 직전 남극관에게 다음과 같은 편지를 남겼다.
비록 내가 다시 일어나지 못하고 죽더라도 너는 장례에 참석하여 스스로 목숨을 재촉하는 어리석음을 범해서는 안된다. (중략) 아픈 몸으로 절대 내 장례에 참석하지 마라. 내가 당부하는 말을 따르는 것이 네가 지켜야 하는 큰 효이니라. 만약 네가 내 뜻을 어긴다면 나는 죽어서도 눈을 감지 못할 것이니 그것이야말로 불효다. 그러면 저는 내 손자도 아니다. 병이 깊어 생각을 다 적을 수도 없구나. 나머지는 네가 깊이 헤아리거라.

독서광이었던 남극관은 죽기 1년 전 자신의 글을 모아 문집 《몽예집》을 펴냈고, 남구만이 죽은 지 3년만에 각기병으로 26세라는 젊은 나이에 세상을 떠났다.

## 저서
《몽예집》(夢囈集)

## 가족 관계
- 증조부: 현령 남일성(南一星)
  - 할아버지 : 남구만(南九萬)
    - 아버지 : 남학명(南鶴鳴)
      - 동생 : 남처관(南處寬)
      - 동생 : 남오관(南五寬)
      - 부인 : 달성서씨(達城徐氏) 서문유(徐文裕)의 딸.[3]
        - 장녀 : 심해(沈澥)에게 출가
          - 외손자 : 심상현(沈商賢)
          - 외손자 : 심진현(沈晉賢)